# Vickers Vanguard
El Vickers Type 950 Vanguard fue un avión comercial turbohélice de corto y medio alcance introducido en 1959 por Vickers-Armstrong, como una versión del exitoso Viscount con considerablemente mayor espacio interior. El Vanguard fue presentado justo antes de que apareciese el primer gran avión comercial a reacción, y por ello fue bastante ignorado por el mercado. Sólo fueron construidos 43 ejemplares por encargo de Trans Canada Airlines (TCA) y British European Airways (BEA). Tras sólo 10 años en servicio, TCA convirtió de forma experimental uno de ellos en carguero, llamándolo Cargoliner. Esta modificación fue considerada bastante exitosa, y a principios de los años 70 la gran mayoría fueron convertidos (a los que BEA convirtió los llamó Merchantman). Estos cargueros permanecieron en servicio durante años, siendo el último, el G-APEP, retirado en 1996.

## Diseño y desarrollo
El Vanguard fue inicialmente diseñado para responder a la demanda de BEA de un avión de 100 plazas que reemplazase a sus Vickers Viscount. El Type 870 original fue modificado cuando TCA expresó su interés en él, y Vickers respondió con el Type 950, que satisfizo ambos requerimientos.
La principal diferencia entre el Viscount y el Vanguard era la construcción del fuselaje. El Vanguard empezó con el fuselaje original del Viscount, pero recortándolo a la mitad y reemplazando la sección frontal con un fuselaje de mayor diámetro para darle una sección transversal tipo double bubble (similar a la del 377 Stratocruiser). El resultado de la ampliación de esta parte delantera consiguió un interior más amplio, con mayor capacidad de carga bajo el suelo.
Con este fuselaje mayor y más pesado apareció la necesidad de aplicarle nuevos motores para levantarlo. Rolls-Royce estaba lista para ello, y entregó sus nuevos turbohélices Rolls-Royce Tyne con una potencia nominal de 3000 kW (4000 hp) (en comparación con los Rolls-Royce Dart del Viscount, con una potencia de 1300 kW (1700 hp)).
Los aparatos de BEA (20 Type 951 Vanguard) acomodaban a tres tripulantes, dos azafatas y 126 pasajeros. Posteriormente, el pedido fue reformado y sólo se construyeron seis Type 951, siendo los 14 restantes del Type 953, capaces para la misma tripulación, pero para un total de 135 asientos de pago. Los 20 aparatos llevaban la misma planta motriz, consistente en cuatro turbohélices Rolls-Royce Tyne RTy.1 Mk 506 de 4985 hp unitarios. Trans-Canada adquirió 23 ejemplares. Estos eran del Type 952 Vanguard, con una versión más potente del motor Tyne, refuerzos estructurales para poder operar con mayores pesos brutos y acomodo para cinco tripulantes y 139 pasajeros.
Esta nueva motorización permitió aumentar el techo de vuelo y la velocidad de crucero, de manera que la altitud máxima doblaba a la del Viscount. El Vanguard fue uno de los turbohélices más rápidas de todos los tiempos, más incluso que otros más modernos como el Saab 2000 o el Dash 8.
El primer prototipo del 950 voló el 20 de enero de 1959, entrando en servicio en 1961. Uno de los aviones de la compañía canadiense fue más tarde convertido para realizar operaciones de carga bajo la denominación de Cargoliner y los Vanguard de BEA modificados de forma similar fueron designados Merchantman, de los que utilizó 6 ejemplares; el último Merchantman fue retirado del servicio por Hunting Cargo Airlines el 30 de septiembre de 1996, y posteriormente donado al Museo de Brooklands el 17 de octubre.
No hay duda de que gran parte del poco éxito de este elegante aparato radicó en la elección de una planta motriz a turbohélice en lugar de una a turborreacción, en una época en que la primera cedía terreno frente a la segunda: la economía de empleo del turbohélice tuvo una importancia secundaria hasta finales de los años setenta.

## Variantes
Type 950
Prototipo, uno construido y se utilizaron dos fuselajes como estructuras de pruebas estáticas.
Type 951
BEA, 20 pedidos, 6 entregados. Todos con 127 asientos, configuración mixta (18 de primera y 109 en económica).
Type 952
TCA, motores más potentes y fuselaje más robusto para volar a mayor altitud, 23 entregados.
Type 953
BEA, mismos motores que el 951, estructura reforzada del 952. La mayor parte con 135 asientos, todos de clase económica, pero algunos configurados como el 951 de 127 asientos mixto. 14 ejemplares entregados como sustitución de un pedido de unidades del 951.
Type 953C Merchantman
9 conversiones a carguero desde aviones 953.

## Operadores
- Air Bridge Carries
- Air Canada
- Air Trader
- Air Viking
- Angkasa Civil Air Transport
- British European Airways
- European Aero Service
- Hunting Cargo Airlines
- Invica Air Transport
- Lebanese Air Transport
- Merpati Nusantara Airlines
- Thor Cargo
- Trans Canada Airlines

## Supervivientes
- Type 953C Merchantman Ajax (anteriormente matriculado como G-APEJ): se exhibe en la Stratosphere Chamber del Museo Brooklands, Surrey, Inglaterra (sólo la sección de morro).
- Type 953C Merchantman Superb (anteriormente matriculado como G-APEP): se exhibe en el Museo Brooklands, Surrey, Inglaterra. Es el único avión intacto que se conserva.[7]
- Type 953C Merchantman Swiftsure (anteriormente matriculado como G-APES): se exhibe en el Aeroparque East Midlands (sólo la sección de morro).

## Especificaciones (Type 952)
Referencia datos: Vickers Aircraft since 1908

### Características generales
- Tripulación: Dos-tres
- Capacidad: 139 pasajeros
- Longitud: 37,5 m (122,9 ft)
- Envergadura: 36 m (118 ft)
- Altura: 10,6 m (34,9 ft)
- Superficie alar: 141,9 m² (1527,4 ft²)
- Peso vacío: 38 555 kg (84 975,2 lb)
- Peso cargado: 63 957 kg (140 961,2 lb)
- Planta motriz: 4× turbohélice Rolls-Royce Tyne RTy.11 Mk 512.
  - Potencia: 4135 kW (5701 HP; 5623 CV) cada uno.
- Hélices: 1× cuatripala por motor.

### Rendimiento
- Velocidad crucero (Vc): 679 km/h (422 MPH; 367 kt) a 4600 m (15 000 pies) (crucero de alta velocidad)[9]
- Alcance: 2950 km (1593 nmi; 1833 mi) con máxima carga
- Techo de vuelo: 9144 m (30 000 ft)
- Carga alar: 450 kg/m² (92,2 lb/ft²)
- Potencia/peso: 0,26 kW/kg

## Aeronaves relacionadas

### Desarrollos relacionados
- Vickers Viscount

### Aeronaves similares
- Canadair CL-44
- Lockheed L-188 Electra
- Bristol Britannia
- Antonov An-10
- Ilyushin Il-18

### Secuencias de designación
- Secuencia Numérica (interna de Vickers): ← 799 - 800-843 - 845 - 850 - 860 - 870 - 877 - 888 - 889 - 891 - 897 - 900 - 901 - 950-953 - 1000-1004 - 1100-1106 - 1109-1112 →
- Secuencia VC._ (interna de Vickers): ← VC.6 - VC.7/V-1000 - VC.8 - VC.9 - VC.10 - VC.11 - VC.12